# Lagoa de Caverá
Le lagoa de Caverá (« lac de Caverá » en français) est une étendue d'eau située au sud de l'État brésilien de Santa Catarina, en retrait du littoral de l'océan Atlantique.

## Situation
Il est longé par la BR-101 et 4 municipalités se partagent ses rives (Sombrio, Balneário Gaivota, Balneário Arroio do Silva et Araranguá). Il se situe entre le lagoa de Sombrio et le lagoa da Serra.

## Origine du nom
Le nom de Caverá vient du mot indigène « Cáa-berá » qui signifie « feuille brillante ».

## Caractéristiques
Le lac mesure 9 km de longueur pour 4 largeur. Il communique avec les deux lacs voisins.